# Livar Nysted
Livar Nysted (født i 1970) fra Hvannasund, er en færøsk havroer, som har krydset flere verdenshave og sat fem verdensrekorder. Han voksede op i den lille fiskerbygd Hvannasund med ca. 270 indbyggere. Udover at være havroer er han også kunstmaler.

## Karriere

### Færømester i færøsk kaproning 2001, 2004 og 2007
Sum ung roede Nysted færøsk kaproning med forskellige både og bådstørrelser. Han vandt det færøske mesterskab i kaproning tre gange: i 2001 med Nevið Reyða fra Klaksvíkar Róðrarfelag (Klaksvíks Roklub), båden var en 8'er (áttamannafar, 8 roere samt en styrmand). I 2004 vandt han FM med Sundabáturin fra Norðdepils-Hvannasunds Róðrarfelag (Norddepil og Hvannasunds Roklub), båden var en 6'er, dvs. et 6-mannafar, som har seks roere samt styrmand. I 2007 vandt han FM med Eysturoyingur fra  Kappróðrarfelagið NSÍ, som er fra Runavík. Båden var en 10'er, dvs. et 10-mannafar med 10 roere og en styrmand.

### De første forsøg indenfor havroning, 2003 og 2005
I 2003 forsøgte Nysted og ni andre færøske roere at ro fra Færøerne til Shetlandsøerne i en færøsk robåd, ligesom den færøske roer Ove Joensen forsøgte tre gange i 1980'erne, hvor det tredje gang lykkedes i 1986, da han roede hele vejen til København.  Båden som Nysted og de andre roede i kaldtes Norðoyingur, som er benævnelsen for folk der kommer fra en af de nordøstligste øer (Nordøerne/Norðoyggjar). De var uheldige med vejret og havde kraftig blæst hele vejen og var nødt til at give op efter 224 timer. To år senere, i 2005, forsøgte Nysted igen samme tur men med et andet mandskab og en anden båd, som kaldtes Havrenningur. De klarede det næsten, de kom så tæt på Shetlandsøerne, at de så kysten, men de blev nødt til at give op pga. det dårlige vejr, og at den britiske kystvagt ikke mente at det var forsvarligt at fortsætte. Turen endte efter 6 dage, kun 18 mil fra kysten. En båd fra Shetland Coast Guard slæbte dem ind til kysten.

### La Mondiale i 2009
I 2009 var Livar Nysted en af mandskabet ombord på La Mondiale, som gjorde et forsøg på at krydse det Sydatlantiske hav. Forsøget var både et forsøg på at gennemføre men også et forsøg på at slå en verdensrekord i hastighed. De blev dog nødt til at opgive forsøget efter at de kolliderede med en ukendt genstand, som ødelagde roret. Mandskabet som talte 14 blev evakueret ombord på passagerskibet 'Island Ranger', men båden blev forladt og formodes sunken ca. 1000 mil fra de Kanariske Øer.

### Krydsede Nordatlanten i 2010 - Satte to verdensrekorder
I 2010 roede Livar Nysted, kaptajn Leven Brown, Don Lennox og Ray Carroll båden Artemis Investments fra New York til Scilly-øerne i et forsøg på at slå to nordmænds, Frank Samuelsen og George Harbo's, 114 år gamle verdensrekord. Nordmændenes rekord var 55 dage 7 og timer. Det lykkedes dem ikke blot at slå den gamle rekord men også at sætte en ny hastighedsrekord for at have roet den længste strækning på 24 timer i en havrobåd, de roede 118 miles indenfor et døgn.  
Deres båd 'Artemis Investments' forlod New York den 17. juni 2010 og ankom til St Mary's den 31. juli 2010 efter 43 dage, 21 timer, 26 minutter og 48 sekund. Medens de roede kom de flere gange i stormvejr, og to gange væltede båden rundt. Båden var konstrueret således, at den altid komer op på ret køl igen, hvis den vælter.

### Krydsede Sydatlanten med Avalon i 2013
Otte mænd forlod Puerto de Mogán, Grand Canaria den 17. januar 2013 for at krydse det sydatlantiske hav i en robåd. En anden båd, Titan, forlod Grand Canaria to dage før med samme formål, nemlig at nå frem til Port Saint Charles på Barbados på under 30 dage for at sætte en ny verdensrekord. Leven Brown var kaptajn på denne rejse, den samme som var kaptajn på Artemis i 2010, som Nysted også var med i, da de fire roere slog en 114-årig rekord. Leven havde engang før sat en verdensrekord på denne strækning, det var i 2008 med båden La Mondiale. I 2011 slog en anden båd, Sara G., La Mondiale's rekord. Avalon's besætning bestod af: Leven Brown, Livar Nysted, Tim Spiteri, Calum McNicol, Benno Rawlinson, Peter Fleck, James Cowan og Jan Øner. De gennemførte turen på 32 dage, 12 timer og 41 minutter. Turen startede den 18. januar 2013 fra Puerto de Mogán i Grand Canaria og sluttede den 22. februar 2013 kl. 7:51 på Barbados. De havde modvind og modstrøm hele vejen og tekniske problemer med båden, f.eks. gik bådens køl (keel) i stykker to gange, men de klarede at reparere den og gennemførte hele strækningen som var ca. 5000 km. Da Nysted kom hjem til Færøerne igen den  1. marts 2013 holdt hans kommune, Hvannasunds kommune, modtagelse for ham med taler m.m. i Fossanes Skole i Klaksvík.

### Krydsede det Indiske Hav med tRio i 2013 - tre verdensrekorder
Sommeren 2013 deltog Nysted i en ny ekspedition sammen med to andre mænd: libaneseren Maxime Chaya og den britiske Stuart Kershaw. Maxime er kendt for at have deltaget i ekstrem sport før, f.eks. har han klatret op på Mount Everest, men dette var første gang at han forsøgte sig som havroer. Ekspeditionen startede i Perth, Australien den 9. juni 2013. De krydsede det Indiske Hav ved at ro hele vejen. De ankom til Mauritius den 5. august 2013 efter at have roet i 57 dage, 15 timer og 49 minutter, hvilket var ny verdensrekord. Livar satte tre verdensrekorder ved at ro denne strækning: han og de to andre var det første mandskab på tre personer, som krydsede det Indiske Hav, de var også det hurtigste mandskab som roede strækningen og derudover satte Livar Nysted en ny verdensrekord som den første som har krydset to verdenshave indenfor samme år.